# Signatura mètrica
En matemàtiques, la signatura (v, p, r) d'un tensor mètric g (o equivalentment, una forma quadràtica real pensada com una forma bilineal simètrica real en un espai vectorial de dimensions finites ) és el nombre (comptat amb multiplicitat) de valors propis positius, negatius i zero del matriu simètrica real gab del tensor mètric respecte a una base. En la física relativista, v representa convencionalment el nombre de dimensions temporals o virtuals, i p el nombre de dimensions espacials o físiques. Alternativament, es pot definir com les dimensions d'un subespai màxim positiu i nul. Per la llei de la inèrcia de Sylvester, aquests nombres no depenen de l'elecció de la base i, per tant, es poden utilitzar per classificar la mètrica. La signatura sovint es denota amb un parell de nombres enters (v, p) que implica r = 0, o com una llista explícita de signes de valors propis com ara (+, −, −, −) o (−, +, +, +) per a les signatures (1, 3, 0) i (3, 1, 0), respectivament.
Es diu que la signatura és indefinida o mixta si tant v com p són diferents de zero, i degenerada si r és diferent de zero. Una mètrica riemanniana és una mètrica amb una signatura definitiva positiva (v, 0). Una mètrica lorentziana és una mètrica amb signatura (p, 1), o (1, p).
Hi ha una altra noció de signatura' d'un tensor mètric no degenerat donada per un sol nombre s definit com (v − p), on v i p són com l'anterior, que és equivalent a la definició anterior quan es dóna la dimensió n = v + p o implícita. Per exemple, s = 1 − 3 = −2 per a (+, −, −, −) i la seva reflexió s = − s = +2 per a (−, +, +, +).

## Definició
La signatura d'un tensor mètric es defineix com la signatura de la forma quadràtica corresponent. És el nombre (v, p, r) de valors propis positius, negatius i zero de qualsevol matriu (és a dir, en qualsevol base per a l'espai vectorial subjacent) que representen la forma, comptat amb les seves multiplicitats algebraiques. Normalment, cal r = 0, que és el mateix que dir que un tensor mètric ha de ser no degenerat, és a dir, cap vector diferent de zero és ortogonal a tots els vectors.
Per la llei de la inèrcia de Sylvester, els nombres (v, p, r) són independents de la base.

## Propietats

### Signatura i dimensió
Pel teorema espectral un n × n simètricn × n matriu sobre els reals sempre és diagonalitzable i, per tant, té exactament n valors propis reals (comptats amb multiplicitat algebraica). Així v + p = n = dim(V).

### Llei de la inèrcia de Sylvester: independència de l'elecció de la base i existència de base ortonormal
Segons la llei de la inèrcia de Sylvester, la signatura del producte escalar (també conegut com a forma bilineal simètrica real), g no depèn de l'elecció de la base. A més, per a cada mètrica g de signatura (v, p, r) existeix una base tal que gab = +1 per a = b = 1, ..., v a = b = 1, ..., v, gab = −1 per a = b = v + 1, ..., v + p a = b = v + 1, ..., v + p i gab = 0 en cas contrari. Es dedueix que existeix una isometria (V1, g1) → (V2, g2) si i només si les signatures de g 1 i g 2 són iguals. De la mateixa manera, la signatura és igual per a dues matrius congruents i classifica una matriu fins a la congruència. De manera equivalent, la signatura és constant a les òrbites del grup lineal general GL(V) a l'espai dels tensors contravariants de rang 2 simètric S 2 V ∗ i classifica cada òrbita.

### Interpretació geomètrica dels índexs
El nombre v (resp. p ) és la dimensió màxima d'un subespai vectorial en què el producte escalar g és positiu-definit (resp. negatiu-definit), i r és la dimensió del radical del producte escalar g o el nul. subespai de la matriu simètrica gab del producte escalar. Així, un producte escalar no degenerat té signatura (v, p, 0), amb v + p = n. Una dualitat dels casos especials (v, p, 0) correspon a dos valors propis escalars que es poden transformar l'un en l'altre mitjançant la reflexió recíproca.

## Exemples

### Matrius
La signatura del n × n matriu d'identitat és (n, 0, 0). La signatura d'una matriu diagonal és el nombre de nombres positius, negatius i zero a la seva diagonal principal.
Les matrius següents tenen la mateixa signatura (1, 1, 0), per tant, són congruents a causa de la llei de la inèrcia de Sylvester :
{\displaystyle {\begin{pmatrix}1&0\\0&-1\end{pmatrix}},\quad {\begin{pmatrix}0&1\\1&0\end{pmatrix}}.}
Productes escalars
El producte escalar estàndard definit a {\displaystyle \mathbb {R} ^{n}} té les signatures n -dimensionals (v, p, r), on v + p = n i el rang r = 0.
En física, l'espai de Minkowski és una varietat d'espai-temps {\displaystyle \mathbb {R} ^{4}} amb v = 1 i p = 3 bases, i té un producte escalar definit per la {\displaystyle {\check {g}}} matriu:
{\displaystyle {\check {g}}={\begin{pmatrix}-1&0&0&0\\0&1&0&0\\0&0&1&0\\0&0&0&1\end{pmatrix}}}
que té signatura {\displaystyle (1,3,0)^{-}} i conegut com a supremacia espacial o semblant a l'espai; o la signatura de reflex {\displaystyle (1,3,0)^{+}}, conegut com a supremacia virtual o com el temps amb el {\displaystyle {\hat {g}}} matriu.
{\displaystyle {\hat {g}}={\begin{pmatrix}1&0&0&0\\0&-1&0&0\\0&0&-1&0\\0&0&0&-1\end{pmatrix}}=-{\check {g}}}

## Com calcular la signatura
Hi ha alguns mètodes per calcular la signatura d'una matriu
- Per a qualsevol  matriu n × n simètrica no degenerada, diagonalitzar-la (o trobar-ne tots els valors propis) i comptar el nombre de signes positius i negatius.
- Per a una matriu simètrica, el polinomi característic tindrà totes les arrels reals els signes de les quals poden en alguns casos estar completament determinats per la regla dels signes de Descartes.
- L'algorisme de Lagrange dóna una manera de calcular una base ortogonal, i així calcular una matriu diagonal congruent (per tant, amb la mateixa signatura) a l'altra: la signatura d'una matriu diagonal és el nombre d'elements positius, negatius i zero a la seva diagonal..
- Segons el criteri de Jacobi, una matriu simètrica és positiva-definida si i només si tots els determinants dels seus principals menors són positius.